# Lake Bell
Lake Caroline Siegel Bell (New York, 24 maart 1979) is een Amerikaans actrice. Ze won in 2009 een National Board of Review Award samen met de gehele cast van de romantische filmkomedie It's Complicated. Ook won ze de Waldo Salt Screenwriting Award van het Sundance Film Festival 2013 voor de filmkomedie In a World..., waarmee ze debuteerde als scenarioschrijver én als regisseuse. Bell maakte in 2002 haar acteerdebuut als Jody Holmes in twee afleveringen van de ziekenhuisserie ER. Haar eerste filmrol volgde datzelfde jaar, als Sara Marnikov in de dramafilm Speakeasy.

## Privé
Bell trouwde in 2013 met Scott Campbell. Samen hebben ze een dochter.

## Filmografie
*Exclusief televisiefilms
- Black Panther: Wakanda Forever (2022)
- Spider-Man: Into the Spider-Verse (2018, stem)
- Shot Caller (2018)
- The Secret Life of Pets (2016, stem)
- No Escape (2015)
- Man Up (2015)
- Million Dollar Arm (2014)
- Mr. Peabody & Sherman (2014, stem)
- In a World... (2013)
- Black Rock (2012)
- A Good Old Fashioned Orgy (2011)
- No Strings Attached (2011)
- Little Murder (2011)
- Burning Palms (2010)
- Shrek Forever After (2010, stem)
- It's Complicated (2009)
- Pride and Glory (2008)
- What Happens in Vegas... (2008)
- Under Still Waters (2008)
- Over Her Dead Body (2008)
- Rampage: The Hillside Strangler Murders (2006)
- Slammed (2004)
- I Love Your Work (2003)
- Speakeasy (2002)

## Televisieseries
*Exclusief eenmalige gastrollen
- What If...? - Natasha Romanoff / Black Widow (stem) (2021-2023, zes afleveringen)
- Childrens' Hospital - Dr. Cat Black (2008-2013, veertig afleveringen)
- How to Make It in America - Rachel Chapman (2010-2011, zestien afleveringen)
- Boston Legal - Sally Heep (2004-2006, veertien afleveringen)
- Surface - Dr. Laura Daughtery (2005-2006, vijftien afleveringen)
- The Practice - Sally Heep (2004, vier afleveringen)
- Miss Match - Victoria (2003, veertien afleveringen)
- ER - Jody Holmes (2002, twee afleveringen)